# Jose Ramon Galan Talens
José Ramon Galan Talens est un tireur sportif espagnol.

## Palmarès
José Ramon Galan Talens a remporté l'épreuve Colt aux championnats du monde MLAIC organisés en 2002 à Lucques  en Italie  ainsi que les épreuves Tanzutsu (réplique)  et Tanégashima(réplique) aux championnats du monde MLAIC organisés en 2004 à Batesville  aux États-Unis où il s'est classé troisième à l'épreuve Hizadai (réplique).